# モトゥ・マトゥウ
モトゥ・マトゥウ（Motu Matu'u、1987年4月30日 - ）は、プロD2、ソヨー・アングレームXVシャラントに所属するラグビーユニオン選手。

## プロフィール
- ニュージーランド・ウェリントン出身。
- ポジションはフッカー(HO)。
- 身長 181cm、体重 111kg
- サモア代表キャップは22（2020年5月現在）でワールドカップ2015・2019のサモア代表に選ばれた[1]。

## 略歴
ウェリントン、ハリケーンズ、グロスターを経て、2018年、ロンドン・アイリッシュに加入。
2021年、ラ・ロシェルに加入。
翌2022年、CAブリーヴに加入。 
翌2023年、ソヨー・アングレームに加入。